# Samorząd Regionu Ef'al
Samorząd Regionu Ef'al – był samorządem regionalnym na północy Izraela. Administracyjnie należał do Dystryktu Tel Awiwu. Samorządowi podlegały tereny w obszarze aglomeracji miejskiej Tel Awiwu zwane Gusz Dan. Istniał on w latach 1950–2008, kiedy to tereny samorządu zostały włączone do okolicznych rozbudowujących się miast.
Podlegały mu tereny o powierzchni 5,5 km², na których mieszkało około 4100 ludzi.